# Bob van der Houven
Bob van der Houven (Garmisch-Partenkirchen, 28 mei 1957) is een Nederlandse stemacteur, presentator, musicus en dialoogregisseur. Hij is bekend als commentaarstem van de tv-serie Rail Away en door het inspreken van tekenfilmkarakters als de neefjes Kwik, Kwek en Kwak in DuckTales, Dr. Doofenshmirtz in Phineas & Ferb en Stitch in Lilo & Stitch. In de oorspronkelijke bioscoopfilm heeft Van der Houven de stem van Stitch ingesproken in het Nederlands, Vlaams, Duits en Italiaans.

## Jeugd
Van der Houven woont in de eerste jaren van zijn leven in de Duitse stad Garmisch-Partenkirchen, waar zijn vader dagelijks met zijn jazzcombo optreedt voor Amerikaanse militairen. Zijn vader is zanger, saxofonist en klarinettist. Wanneer Bob acht jaar oud is, verhuist het gezin waarin hij opgroeit terug naar Den Haag. Als kind is Van der Houven al gefascineerd door de menselijke stem en maakt hij hoorspelen, radioprogramma's en poppenkastvoorstellingen met en voor zijn vriendjes, waarbij hij elk personage een andere stem geeft.

## Schooltijd en studie
Van der Houven volgde piano- en zanglessen en een cursus Italiaans. Op de middelbare school richt hij een filmclub op. Samen met klasgenoten maakt hij onder meer een aantal korte speelfilms en een lange documentaire ter gelegenheid van het 50-jarig bestaan van de school, lyceum Zandvliet in Den Haag. Na de middelbare school wil hij regie studeren aan de Nederlandse Filmacademie, maar vanwege het grote aantal aanmeldingen valt hij buiten de boot. Als tweede keus studeert hij Engels aan de School voor Taal- en Letterkunde, en geeft enkele jaren les in Den Haag en omgeving. Zijn liefde voor film krijgt toch nog vorm in een amateur speelfilm die hij samen maakt met Frits Enk en een vriendengroep: Dilemma (1981). In die film speelt hij een rol, hanteert soms de camera, doet de montage, en schrijft er de muziek voor. Zijn liedje Far away a voice is het terugkerende muzikale thema.

## Muziek
Vanaf zijn 15e componeert Van der Houven de muziek voor tientallen liedjes. De Engelstalige teksten worden geschreven door zijn jeugdvriend Tom Frohwein. Op zijn 17e zingt hij live met orkest in het KRO radioprogramma Van 12 tot 2, en als hij 19 is wint hij bij die omroep de Springplank Talentenjacht. In de jaren 90 componeert hij de tunes voor diverse KRO radioprogramma’s. Samen met de Argentijnse zangeres Ana María Conrado schrijft hij in 1992 een lied voor de Olympische Spelen: Barcelona here we come. Het wordt opgepikt door de NOS en ingezet bij tv-promo’s over de spelen. Voor de poppenserie Charlie Chalk en de animatieserie Rekenverhalen zingt Van der Houven de herkenningstune. Op aanraden van Robert Long gaat hij liedjes in het Nederlands schrijven, wat in 1997 resulteert in het debuutalbum Alleen op reis, vooraf gegaan door de single Als het Kerst is. De arrangementen zijn van Paul Natte en Gerbrand Westveen. Het lied Utopie wordt opgenomen met brassband en koor, in een arrangement van Klaas van der Woude. In 2002 maakt Van der Houven samen met pianist Alwin Kluit als eerbetoon aan zijn vader het album The very thought of you - a tribute to my father. De liedjes die hij in zijn jeugd met Tom Frohwein schrijft blijven lang op de plank liggen. Maar in 2022 zingt hij in zijn eigen studio een selectie van twintig van die liedjes, akoestisch begeleid in arrangementen van Bert van den Brink. Het album heet Far away a voice, en voor de titelsong wordt een videoclip opgenomen. In die clip zijn in de achtergrond beelden te zien uit de eerder genoemde film Dilemma, waarin datzelfde nummer als muzikaal thema werd gebruikt.

## Blindenbibliotheek
Zijn eerste professionele ervaring als stem heeft Van der Houven bij de Nederlandsche Blindenbibliotheek, waar hij van 1979-1989 talloze boeken en tijdschriften op band inspreekt. Als maker van een gesproken tijdschrift gaat hij regelmatig op pad om bekende zangers, acteurs, cabaretiers en schrijvers te interviewen. Decennia later verwerkt hij die gesprekken in de podcast Interviews uit de jaren 80.

## Radio en televisie
In 1986 begint Van der Houven met het inspreken van tv-documentaires en het presenteren van radioprogramma's. Twee jaar later wordt hij tv-omroeper bij de destijds nieuwe zender Nederland 3. Daarnaast gaat hij stemmen inspreken van (teken)filmpersonages.

## Tv-documentaires
Voorbeelden van documentaire(series) die Van der Houven heeft ingesproken:
- Van beitel tot beeldscherm (Teleac/NOT - 1989)
- Modest Moessorgski (1990)
- Nature of Australia (EO - 1990)
- The Great Rift (EO - 1990)
- Trekking the Alps (Amerikaanse Televisie - 1990)
- Kruispunt (KRO - 1990)
- Het Atlantische Rijk (EO - 1991)
- Bisschop Beckers (KRO - 1991)
- Overleven in de natuur (EO – 1991/1992)
- NOT-serie over Duitsland (1991)
- Leven onder de zon (EO - 1992)
- Daar ben ik het levende bewijs van (Hans Koekoek - 1992)
- In de geest van Willink (TROS - 1993)
- Wilde lama’s in de Andes (EO - 1993)
- De heerlijke wereld van mest (EO - 1993)
- Keizerpinguïns van de Zuidpool (EO - 1993)
- Sterrenkunde (Teleac/NOT 1994)
- Biobits (Teleac/NOT - 1996-1998)
- Dirigeren, een kunst (Teleac/NOT - 1994)
- Gebeurtenissen (RVU – 1996)
- Rail Away (EO -1996-heden)
- De Mens (Teleac/NOT-serie 1998)
- Encyclopedia Galactica (Teleac/NOT - 1998)
- Nederland rond 1900 (NOT - 1998)
- Science (NOT-serie - 1998)
- Chem-bits (NOT-serie - 1998)
- Aardrijkskunde (NOT-serie - 1999)
- De Grieken (2000)
- Machines aan het front (2001)
- Fly away (EO - 2002)
- De Oorlog van de Eeuw (EO - 2003/2004)
- Hitler’s Holocaust (EO - 2004)
- Componistenportretten (TROS - 2004/2005)
- Vergeten inzet (2005)
- Het Geweten (2006)
- Socutera films (diverse)

## Radioprogramma's
In 1986 begint Van der Houven als presentator bij KRO radio. Later werkt hij ook voor andere publieke omroepen. In de loop der jaren presenteert hij tientallen programma’s op radio 1, 2, 4 en 5. Dit zijn er enkele:
- Zin in muziek (KRO radio 4 - 1988-2002)
- Adres Onbekend (KRO radio 2 - 1989-1991)
- Postbus 900 (KRO radio 2 - 1990-1997)
- Niemandsland (KRO radio 1 & 2 - samenstelling en presentatie 1990-1993)
- Tekst & Muziek (KRO radio 2 - samenstelling en presentatie 1991-1992)
- Solisten- en Klein Ensemble Concours (KRO radio 4 - 1991-2001)
- Wereld Muziek Concours (KRO radio 4 - 1991-2001)
- Musica Sacra (KRO radio 4 - 1992-1999)
- Radio 2 Nieuws (1993)
- Internationale Compositiewedstrijd (KRO radio 4 - 1995)
- Dag Zondag (NPS radio 2 – 1995-1997)
- Euroclassic Notturno (NPS/AVRO/TROS radio 4 - 1998-2007)
- Muziek voor Miljoenen (TROS/EO radio 4 - 1999-2004)
- Het Orgel (EO radio 4 - 1999-2004)
- Ochtend/Middag- en Avondconcert (radio 4)
- Muziek aan tafel (TROS radio 4 - vanaf 2001)
- Opmaat van 4 (TROS radio 4 – vanaf 2004)
- Ongehoord (VARA radio 4 - 2004-2007)
- Viertakt (NPS radio 4 – vanaf 2005)
- Zaterdagmatinee (NPS/AVRO/TROS – regie/presentatie 2005-2013)
- Vrijdag van Vredenburg (TROS/AVRO 2006-2013)
- Radio 4-daagse (2006 en 2010)
- Pianistenuur (VARA radio 4 - 2007-2012)

## Stemacteren
In 1988 debuteert Van der Houven als stemacteur met diverse rollen in Walt Disney’s World of Ice. Daarna volgen nog vele andere rollen in tekenfilms en speelfilms, zoals:
- DuckTales (1988-1991) – Kwik, Kwek en Kwak
- Tom Sawyer (1988-1989) - diverse rollen, zoals Rechter Edward Thatcher
- Charlie Chalk (titelsong + Willem C. Eend – vanaf 1989)
- Star Wars: Droids (1993) – C-3PO
- Papa Bever vertelt (Papa Bever – 1993-1995)
- Simba (Ka de slang – 1995/1996)
- Remi: Alleen op de wereld (verteller – 1996-1997)
- Rekenverhalen (titelsong + Doedel en Piertje – 1997-1998)
- Harry Potter en de Geheime Kamer (2002) – Dobby
- Lilo & Stitch (2002) – Stitch (Nederlandse, Vlaamse, Duitse en Italiaanse versie)
- Itsy Bitsy Spider (titelrol - 1999)
- Patrouille 03 (Adjudant Rino en Willy Hyena – 1999-2000)
- De Wasbeertjes  (Ralph en Jonkvrouw Baden-Baden 1999-2000)
- E.T. the Extra-Terrestrial  (titelrol in de nieuwe versie - 2002)
- Stitch! The Movie (2003) – Stitch
- Lilo & Stitch: The Series (2003-2006) – Stitch
- Leesdas Lettervos Boekentas (2003) – verteller
- Pecola (o.a. Mijnheer Saruyama - 2003)
- Lilo & Stitch 2: Stitch Has a Glitch (2005) – Stitch
- Leroy & Stitch (2006) – Stitch
- Phineas & Ferb (Dr. Doofenshmirtz – 2007-2014)
- The suite life of Zack & Cody (Patrick - 2009-2010)
- Barbie in a fashion fairytale (2010)
- Disney's Fantasia (presentator - 2010)
- Harry Potter en de Relieken van de Dood deel 1 (Dobby - 2010)
- Phineas & Ferb The Movie (Dr. Doofenshmirtz - 2011)
- De avonturen van Kuifje: Het geheim van de eenhoorn (Hergé - 2011)
- Madagaskar 3 (2012)
- Marvel’s Avengers Assemble (2014-2015)
- Disney Infinity (2014-2015) – Stitch
- Milo Murphy's Wet (2016) – Dr. Doofenshmirtz
- DuckTales (2017) – Dr. Atmos Veer
- De Phineas en Ferb Film: Candace tegen het Heelal (2020) – Dr. Doofenshmirtz
- Team Marco (2021)
- Birta saves Christmas (2021)
- Hamster and Gretel (2023) - o.a. Dr. Doofenshmirtz
- Lilo & Stitch (2025) – Stitch

Van der Houven wordt ook gevraagd als dialoogregisseur voor diverse programma’s en series. Zo verzorgt hij onder meer de casting en regie van Phineas en Ferb (1e seizoen).

## Theater
Van der Houven presenteert concerten, concoursen, open podia en festivals, waarvan sommige ook op de radio worden uitgezonden:
- Solisten- en Klein Ensemble Concours (1991-2001)
- Wereld Muziek Concours (1991-2001)
- Internationale Compositiewedstrijd (1995)
- Concerten van diverse orkesten zoals Soli Deo Gloria, KLM Orkest, Koninklijke Militaire Kapel, Noord-Hollands Fanfare Orkest, Marinierskapel, Limburgs Fanfare Orkest, Philips Harmonie
- Afstudeerconcerten van diverse dirigenten (1997/2001)
- European Male Choir Festival (1997)
- Dagvoorzitter en/of jurylid bij diverse evenementen zoals: de Hoorspeldag (1996) en de Nationale Geluidswedstrijd (2007)
- Masterclass De Nederlandse Opera (2006)
- Open Podium Almere (vanaf 2009-2014)
- Openluchtconcert Kon. Harmonie Mheer & Banda Sinfónica Simón Bolívar (2013)
- Nieuwjaarsconcert Rotterdams Philharmonisch Orkest (2014)
- Theatershow Dat is uit het leven gegrepen, een nostalgische terugblik op het legendarische tv-programma Farce Majeure, met Henk van der Horst. Theatertournee 2016-2017.

## DocumentaireSync
Van der Houven maakt in 2016 samen met Joop van den Beucken de documentaire Sync, over de wereld van de Nederlandse nasynchronisatie. In het creatieve team zitten ook de makers van de online serie Stemmen van Toen, Niels Groffen en Yvar de Groot. Voor Sync worden stemacteurs, -regisseurs, vertalers, technici en studiobazen geïnterviewd over diverse aspecten van hun vak. De rode draad in de film wordt gevormd door aspirant stemactrice Fé van Kessel en haar rolmodel Niki Romijn.
Speciaal voor Sync maakt Roel Bogers een reeks korte animaties met het figuurtje Mike, een jongen in een microfoonkostuum. Zijn stem wordt ingesproken door Roben Mitchell. De film gaat in oktober 2016 succesvol in première tijdens het Klik Animatiefestival in een uitverkochte grote zaal van het Eye in Amsterdam.

## Discografie
Albums
- Alleen op reis (1997)
- The very thought of you - A tribute to my father (2002)
- Far away a voice (2022)

Singles
- Als het Kerst is (1991)
- Barcelona here we come (met Ana María Conrado - 1992)
- Als het Kerst is (1996)
- Alleen op reis (1997)
- Maar dan zie ik jou (1998)
- Als het Kerst is (duet met Nick Teunissen - 2014)

- International Standard Name Identifier: 0000 0003 9526 8159
- Nederlandse Thesaurus van Auteursnamen: 274790254
- Virtual International Authority File: 289968172
- WorldCat: E39PBJpdTHfK8T3DYR4qxTYXVC